# Сон на могилі (поема)
«Сон на могилі» — драматична поема Янки Купали, завершена 8 серпня 1910 у Петербурзі. Вперше опублікована в літературному альманасі "Молода Білорусь" (серія 1, зошит 1) у 1912. Має авторську присвяту: «На згадку про свого батька та брата». Проєкт автографа поеми зберігається у Літературному музеї Янки Купали. Поема стала новим жанром у білоруській літературі, який дотепер розвивався переважно в контексті конкретного, реального предметного відображення життя. Вірш вирізняється своїм масштабним романтичним мисленням, умовно фантастичними образами.

## Опис
Історико-філософська романтична поема. Своєрідне продовження поеми «Вічна пісня», але ширше за своїм змістом і з набагато складнішими символічно-алегоричними картинами, сюжетно-композиційною структурою. Разом із драматичною поемою "Вічна пісня" поема "Сон на могилі" започаткувала оригінальний модерністський напрям у білоруській літературі. 
Зміст твору складається з кількох основних тематичних ліній: роздуми поета про долю білоруського визвольного руху, про шляхи народної боротьби; відносини між революційним лідером і масами; прагнення реакційних сил налаштувати народ проти його найкращих синів, революційних правителів. На рівні християнських архетипів поеми — твір про трагедію страченого і незнайденого раю. На національному рівні це символізує пошук загубленої батьківщини білорусами, трагічний розрив між духовно пробудженою елітою та більшістю людей, які втрачають національні ідеали в імперському рабстві. Поема має цікаві сюжетно-композиційні паралелі з «Божественною комедією» Данте.
У вірші автор використовує деякі художні прийоми та форми, розроблені поетами- символістами. Поема рясно насичена демонічними, міфічними героями (русалками, відьмами, привидами), запозиченими автором із казок, народних алегорій, багатих не лише на конкретно-чутливі, але й умовно-фантастичні образи, що несуть змістовну узагальнюючу ідею. Завдяки фантастиці та умовності автор дає типово романтичну, позбавлену історичної специфіки інтерпретацію існуючого суспільного ладу як щось неймовірне, зловісно оманливе.
Центральний персонаж поеми — Сам — романтичний шукач правди, захисник народу. Протягом усього вірша він перетворюється із мрійника, розбитої та розчарованої людини, яка бореться лише уві сні, на лірика-чаклуна, який прагне об’єднати розсіяних, запалити серця слухачів прагненням до безкорисливості у боротьбі за національну правду, за високі соціальні та національні ідеали, звільнення. Антипод Сама — Чорний — схожий на Мефістофеля сучасності, втілює силу закляття, захищає вічний скарб, що означає свободу, навіть не допускаючи думки, що людина може стати його власником. Апокаліптичні мотиви у поемі починаються зі зіткнень героя з антагоністом Чорним — втіленням Диявола, світового зла в образі Сатани, а в монологах — у образі характерної для Купали червоної раси.
Структурно твір складається з чотирьох частин. У перших двох частинах — «У лісі» та «На замку» — поет, ніби стоячи «по той бік життя», спостерігає за зусиллями людини знайти щастя на землі. Використовуючи фантастичні образи, автор припускає, що людина не має щастя ні в особистому, ні в суспільному житті, ні в любові, ні у праці. Апокаліптична катастрофа країни віщується в мотивах залишення і смерті. У символічному сні герой шукає скарб — ключі до райської гармонії: уві сні він відвідав пекло, де золото переливається вогнем і кров’ю, душі померлих страждають від спогадів про земні нещастя». Самі пошуки (натяк на долю поета) скарбів на зруйнований замок — символічний мотив людського (пошуки втраченого раю) та національного (пошук загубленого скарбу Батьківщини, її колишнього "золотого віку"). 
Третя частина «Пожежа» має наскрізну сюжетну лінію: горить не просто село, а село, яке справило заручини і чекає на весілля; на пожежу приходить увесь весільний гурт людей. Сам біжить рятувати село, охоплене пожежею, але його звинувачують у підпалі та арештовують як злочинця. Автор виступає проти патріархально-селянської моралі, яка базується на непротивленні примусу та пасивності. Трагічне звучання поеми визначається невідповідністю романтичного прагнення героя до єдності з народом та очевидними ознаками відсутності такої єдності, суперечливим розладом мрій із життям. Картина пожару — це складна метафора кінця світу. У будь-якому випадку — Апокаліпсис на місцевому рівні. 
У четвертій частині «У шинку» образ лютої зими, яка заганяє людей до шинку погрітися, переростає в специфічний образ напередодні нового вибуху народної ненависті. Апокаліптичні погляди та картини в нових версіях повторюються у фінальній дії драми, але тут домінує заклик до соціального та духовного оновлення у піснях Сама, який прийняв образ євангельського Лазаря Бідного та водночас білоруського мандрівного лірика. Самі іронічні пісні доводять, що спасіння Вітчизни не прийде само собою без наших зусиль. 

## Переклади та художні втілення
Поема перекладена російською мовою М. Брауном. Вірш проілюстрував білоруський художник Уладзімір Соколов.
Драматичні постановки поеми виконали Національний академічний російський театр імені Максима Горького у Мінську (2002, режисер Б. Луценко) та Національний академічний драматичний театр імені Якуба Коласа у Вітебську (режисер В. Барковський). В мистецтві ляльок вірш знайшов своє втілення у виставі Гродненського обласного театру ляльок «Поема без слів» (2002, режисер А. Жугжда). Уривки з поеми використані у постановці Національного академічного театру імені Янки Купали "Мрії про Білорусь" (2007, режисер Уладзімір Савицький). 